# لي براينت
لي براينت (بالإنجليزية: Lee Bryant)‏ هو لاعب دارت بريطاني، ولد في 25 يونيو 1985 في ديفون في المملكة المتحدة.

## وصلات خارجية
- لي براينت على موقع DartsDatabase.co.uk (الإنجليزية)